# Rhodospatha guasareensis
Rhodospatha guasareensis G.S.Bunting – gatunek wieloletnich, wiecznie zielonych pnączy z rodziny obrazkowatych, pochodzących z obszaru od północno-wschodniej Kolumbii do Zulia w Wenezueli, zasiedlających wilgotne lasy równikowe.